# Рагби клуб Славија Праг
Рагби клуб Славија Праг је рагби јунион клуб из Прага. Славија је најстарији чешки рагби клуб, основан је 1927.

## Успеси
Првенство Чехословачке у рагбију - 12
1929, 1930, 1932, 1933, 1934, 1956, 1957, 1958, 1961, 1964, 1969, 1971
КБ Екстра лига - 1
2010